# Vitraux de l'église Saint-Maurice de Reims
Les vitraux de l'église Saint-Maurice de Reims sont une composition décorative exceptionnelle datant de la seconde moitié du XIXe siècle. Situés dans la ville de Reims, dans la région Grand Est en France, ces vitraux ornent différentes parties de l'église, notamment le chœur, la chapelle de la Sainte-Vierge, la chapelle du Sacré-Cœur et la nef. Ils représentent des scènes religieuses telles que la Transfiguration, l'Annonciation, la Descente de croix, la Mort de Joseph et le Jugement dernier, et ont été réalisés par Gustave Bourgeois, un artiste renommé de l'époque, grâce à des donateurs. Les vitraux sont numérotés selon le Corpus vitrearum et sont considérés comme un exemple important de l'art du vitrail du XIXe siècle. Ils témoignent de la richesse culturelle et historique de la ville de Reims et de son patrimoine religieux, et sont un élément clé de l'identité visuelle de l'église Saint-Maurice de Reims. Les visiteurs peuvent admirer ces vitraux lors de leur visite de l'église et découvrir leur signification et leur importance pour la communauté locale.

## Historique
La construction de l’église Saint-Maurice de Reims est échelonnée de 1620 à 1876.
Alors que l’église est sortie pratiquement indemne des bombardements de la Grande Guerre, en 1942, un incendie provoque de nombreux dégâts.
Elle n’a été rendue au culte qu’en 1963.

Le 18 décembre 2018, a été inaugurée la réfection de l’église et de cinq vitraux dont la reconstitution du vitrail de la façade occidentale.

## Lecture des vitraux
La lecture des vitraux figuratifs se fait de bas en haut et de gauche à droite.

## Les verrières

### Le chœur

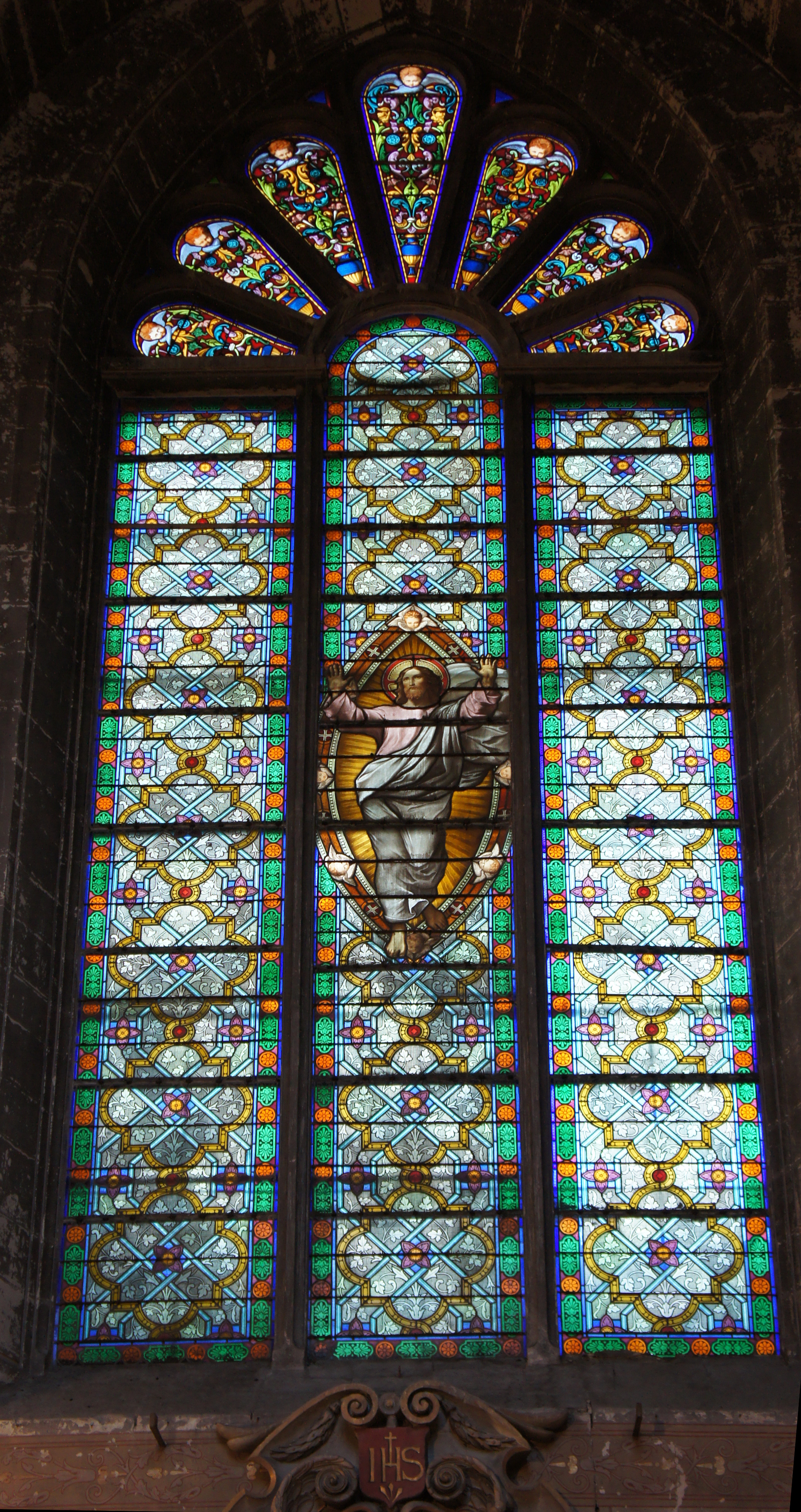
Transfiguraion de Notre-Seigneur.

Deux grandes verrières (Transfiguration et Résurrection) étaient installées dans le chœur.
Elles sont des dons de la famille Henry Goulet.

#### Baie 1:La Transfiguration
La «Transfiguration est un épisode de la vie de Jésus-Christ relaté par le Nouveau Testament, dans lequel Jésus change d'apparence corporelle pendant quelques instants de sa vie terrestre, pour révéler sa nature divine.
Le vitrail reprend le christ dans une mandorle  orangée et symboliquement une transformation de l’entourage du visage, habituellement auréolé de jaune, il est rouge avec une croix (nimbe crucifère).
Les mains du Christ portent la marque des clous, en référence à l'incrédulité de Thomas (Évangile selon Jean 20, 19-29).

#### Baie 2 disparue
La baie 2 était constituée de la « Résurrection ». Elle a complètement disparue à la suite de l'incendie de 1942.
La Résurrection de Jésus-Christ désigne, dans la religion chrétienne, le passage physique de la mort au cours de la Crucifixion à la vie « le troisième jour, selon les Écritures ».

### Chapelle de la Sainte-Vierge (côté sud)

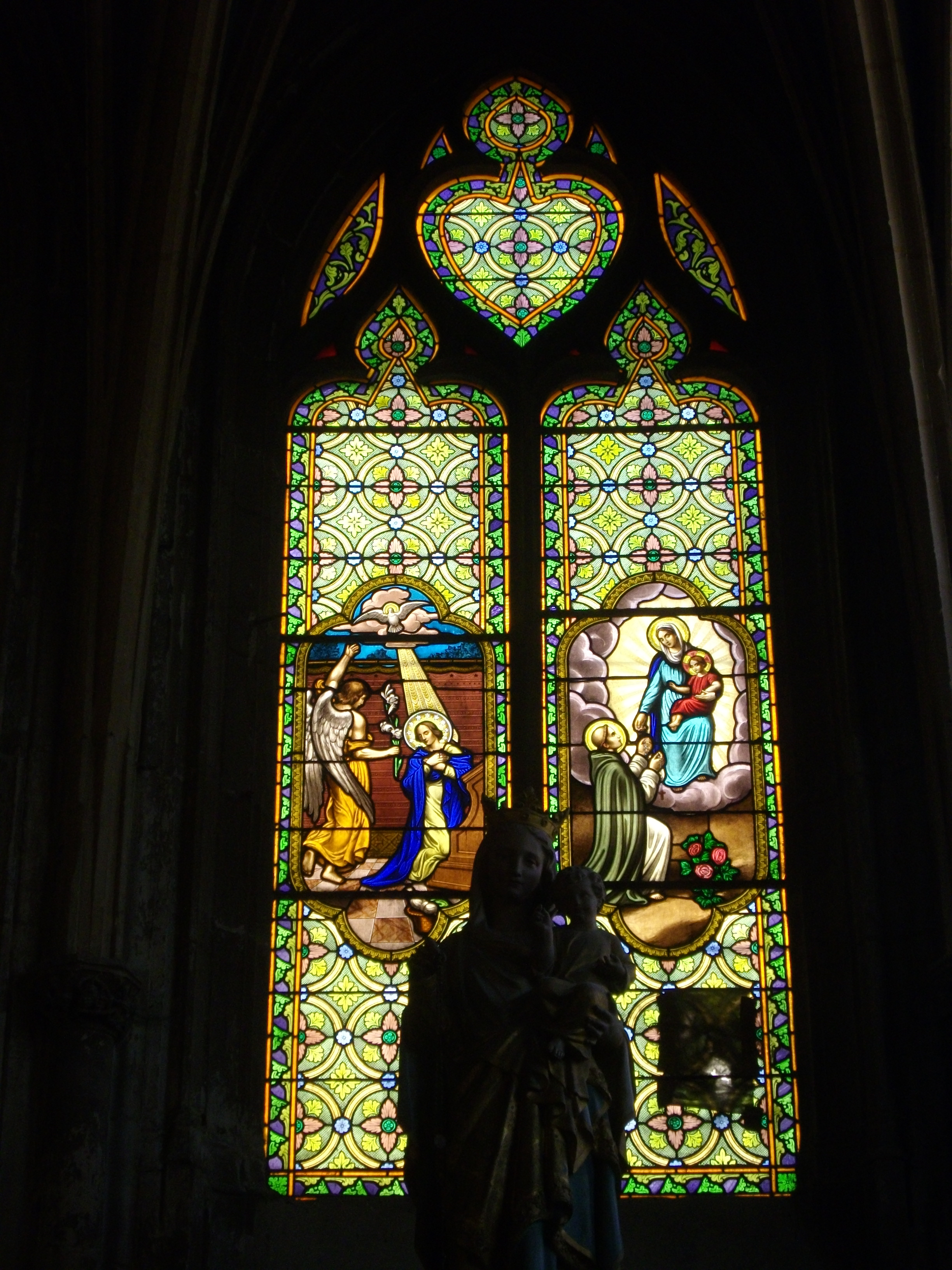
Annonciation et Remise du rosaire à saint Dominique.

Cette chapelle, initialement sous le vocable de sainte Anne, a été dédiée à la Vierge au XIXe Siècle avec la confrérie du Rosaire.
La baie n°6 est composée d’une verrière à deux panneaux, « Annonciation » à gauche et « remise du rosaire à saint Dominique » à droite date de 1935.

#### Annonciation
Le panneau gauche représente l’Annonciation faisant référence à l'annonce de sa maternité divine faite à la Vierge Marie par l'archange Gabriel qui tient dans sa main droite un lys blanc symbole de la pureté.
La colombe, dans le haut du panneau, représente le Saint-Esprit.

#### Remise du rosaire à saint Dominique
Le panneau droit représente Saint Dominique (Saint Dominique de Guzmán) recevant le Chapelet ou Rosaire, des mains de marie, la vierge à l’enfant. Le chapelet, constitué de grains enfilés sur un cordon formant un cercle, qui symbolise la guirlande de roses dont Marie est couronnée dans les représentations traditionnelles.
Marie est également nommée Notre-Dame du Rosaire.

### Chapelle du Sacré-Cœur (ou Chapelle Nord)
La Chapelle du Sacré-Cœur comporte deux baies constituées par la Descente de croix et la Mort de Joseph et Jugement dernier.

#### Descente de croix (Baie n° 3)

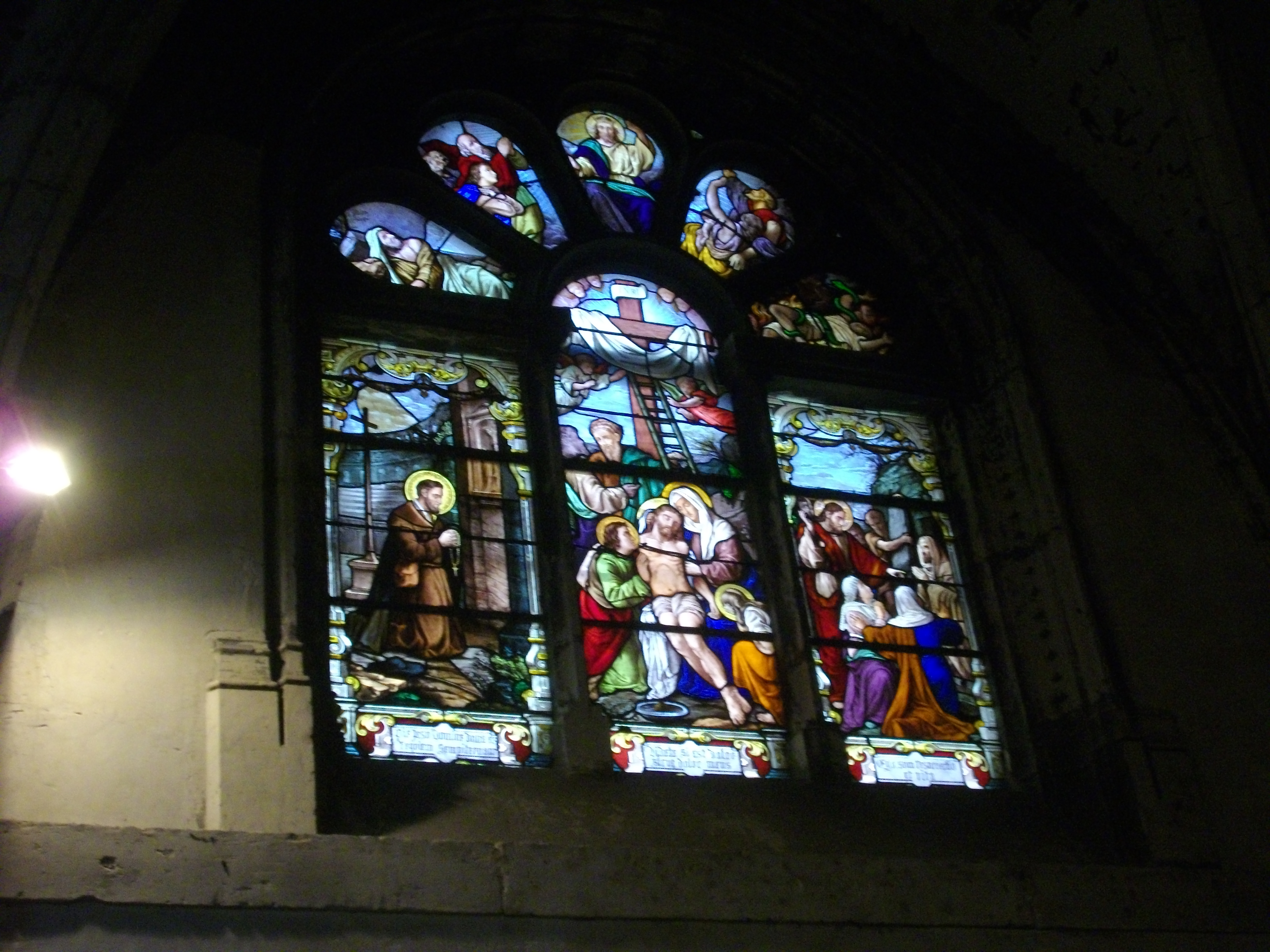
Descente de croix.

La Descente de croix est un thème iconographique très populaire concernant Jésus après la Crucifixion.
La verrière est constituée de trois lancettes surmontées d'un tympan à 5 ajouts.

##### Lancette gauche
Elle porte l’inscription « Pie Jesu Domine dona eis Requiem Sempiternam » qui se traduit par « Seigneur Jésus, donne-leur le repos éternel ».
Elle représente un moine priant avec à ses pieds un chapeau plat, une croix et en arrière-plan les ruines du Colisée. L’ensemble de ces éléments est cohérent avec un pèlerin mendiant français, Benoît-Joseph Labre, faisant le chemin de croix du Colisée.
Le visage du moine paraît très humain. Il est probable que Gustave Bourgeois ait fait usage de la technique du vitrail photographique. Cette méthode permet d’avoir une image précise de la personne et plus une image plus ou moins ressemblante. Cette technique a souvent été utilisée pour insérer dans le vitrail le visage du donateur.

##### Lancette centrale
Elle porte l’inscription « Videte si est dolor sicut dolor meus » qui se traduit par « Voyez s’il y a quelque douleur semblable à ma douleur ».
Elle représente la Descente de croix thème de la treizième station du chemin de croix.
En bas du panneau figure la coupelle et l’éponge ayant servi à faire boire Jésus. Les personnages, la vierge, Sainte Madeleine et Saint Jean portent des auréoles pour rappeler que ce moment touche au divin.
Au-dessus, les deux hommes sont sans doute Joseph d'Arimathie qui selon le nouveau testament, a procédé à la descente de la croix et Nicodème qui l’a aidé dans cette tâche.
En partie haute du panneau, deux anges semblent tenir le drap qui a servi à soutenir la descente du corps de Jésus.

##### lancette droite
Elle porte l’inscription « Ego sum resurrectio et vita » qui se traduit par « Je suis la résurrection et la vie ».
Elle représente la Résurrection de Lazare, un miracle de Jésus rapporté par l'Évangile selon Saint Jean (Jn 11:1–44). Cette scène représente Jésus, un homme tenant une pierre symbolisant une lourde pierre qui fermait le tombeau, deux femmes qui selon l’évangile de Saint Jean, doivent être les sœurs de Saint Lazare. Seul Jésus est auréolé.

##### Les ajouts
Les ajouts représentent de gauche à droite : 
1. un juste couché qui symbolise le repos avant le repos éternel.
2. les justes qui remercient Jésus qui leur tend la main en signe d’accueil.
3. et sommet : le Christ, auréolé, juge les Hommes. Il exerce le jugement particulier au moment de la mort (séparation de l’âme et du corps).
4. les damnés en appellent à Jésus couronné qui les éloigne de la main levée. La couronne pourrait faire référence aux évangiles où Dieu a désigné Jésus Christ comme Roi du Royaume (Matthieu 28:18).
5. et dernier ajout : représente le châtiment des damnés symbolisé par des flammes qui génèrent la douleur et le serpent qui est un symbole négatif par son enlacement qui génère l’étouffement.

#### Mort de Joseph et Jugement dernier (Baie n° 5)

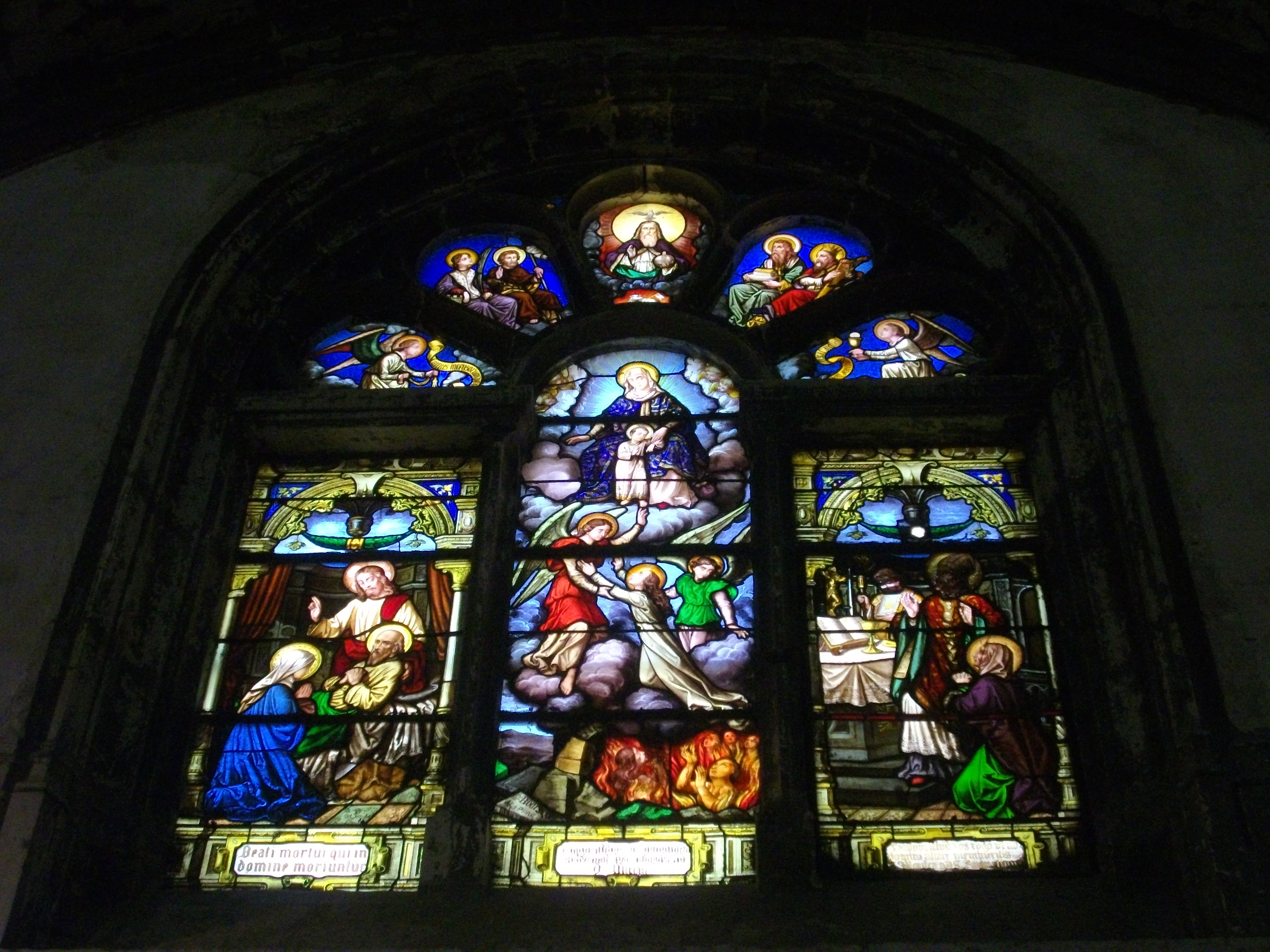
Mort de Joseph et Jugement dernier.

Le Jugement dernier est souvent représenté comme un avertissement aux fidèles.
La verrière est constituée de trois lancettes rectangulaires surmontées d'un tympan à 5 ajouts.

##### Lancette gauche
Elle porte l’inscription « Beati mortui qui in domino moriuntur » qui se traduit par « Heureux ceux qui meurent dans le Seigneur », Apocalypse XIV, 6-13).
Il reprend l’image traditionnelle qui veut que Joseph reçoive une mort douce, assisté de Jésus et de Marie.

##### Lancette centrale
Elle porte l’inscription « Languentibus in purgatorio, Subveniat tua compassio O María » qui se traduit par « Ô Marie, que ta compassion vienne à ceux qui languissent au purgatoire ».
Le panneau est signé en bas à gauche par « Gve BOURGOIS Del & PINXIT. Reims 1863 ».
En bas du panneau, sont reprises des âmes dans les flammes du purgatoire.
Au-dessus, l’Archange Michel reconnaissable au vêtement rouge et l’Archange Raphaël reconnaissable au vêtement vert, aident les âmes à sortir du purgatoire.
La partie haute du panneau symbolise La Viège couronnée, entourée d’angelots, qui intervient en faveur des âmes du Purgatoire.

##### Lancette droite
Elle porte l’inscription « ?? » qui se traduit par ??.
Elle représente la vision d’Ostie, apportée au livre IX des Confessions, où Sainte Monique et Saint Augustin partage une expérience d’extase.

##### Les ajouts
Les ajouts représentent de gauche à droite : 
1. un ange porteur d'encens (ange thuriféraire) avec une inscription.
2. Saint Jean-Baptiste et Sainte Barbe : *Saint Jean-Baptiste. Sainte Barbe est symbolisée par la palme du martyre et par une tour en théorie à trois fenêtres en référence à son adoration de la Trinité.
3. et sommet : Dieu le Père porteur d'un globe Orbe crucigère, avec la colombe représentant l’Esprit Saint-et l'Agneau qui symbolique le Christ qui donne sa vie pour racheter les péchés des Hommes.
4. Noé symbolisé par un personnage tenant une réduction de l’Arche de Noé et le roi David symbolisé par la couronne et par la tenue d’une lyre dans ses mains.
5. et dernier ajout : un ange qui porte un calice avec une inscription.

### La nef

#### Le bas-côté nord

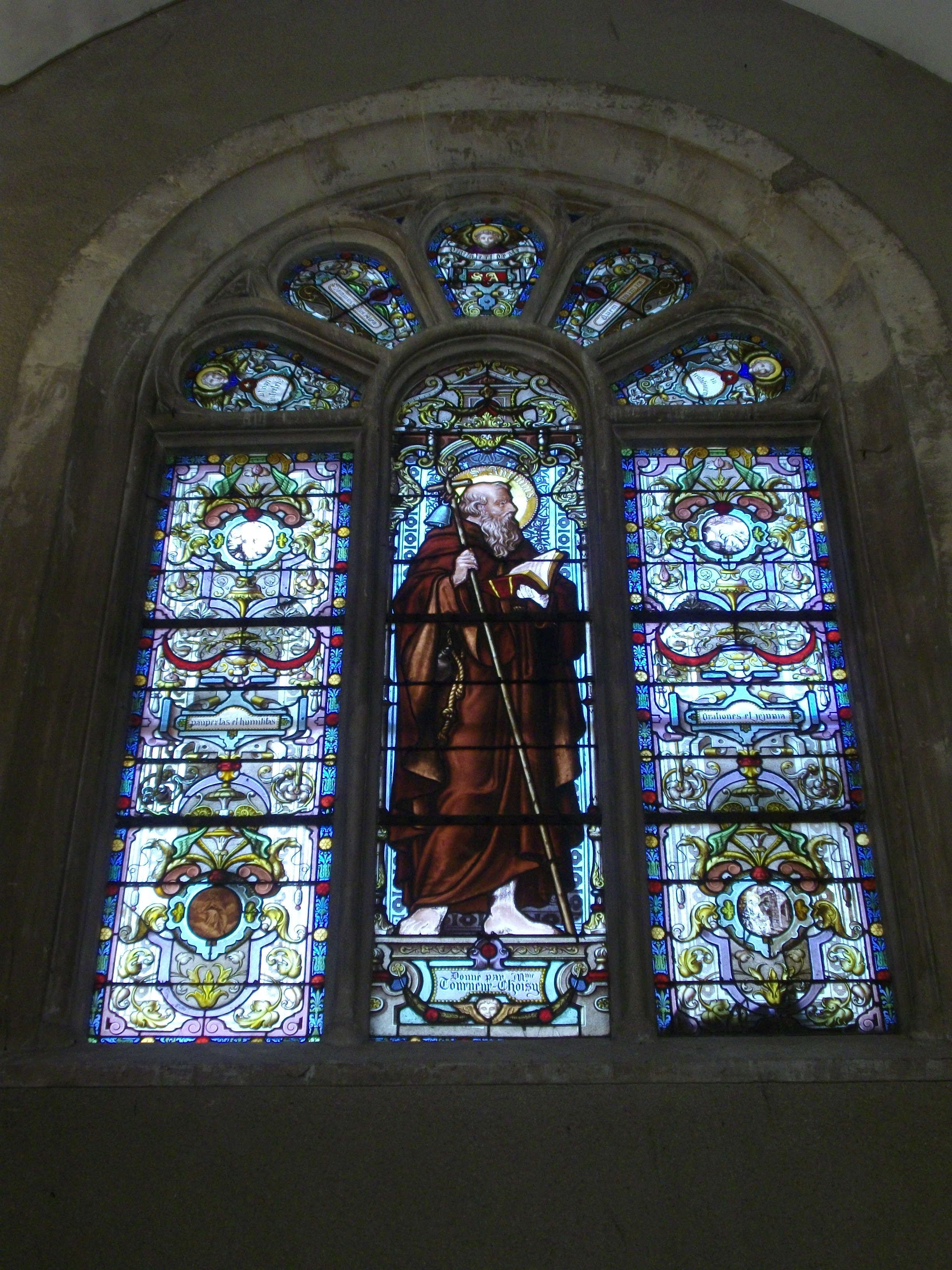
Saint Antoine.
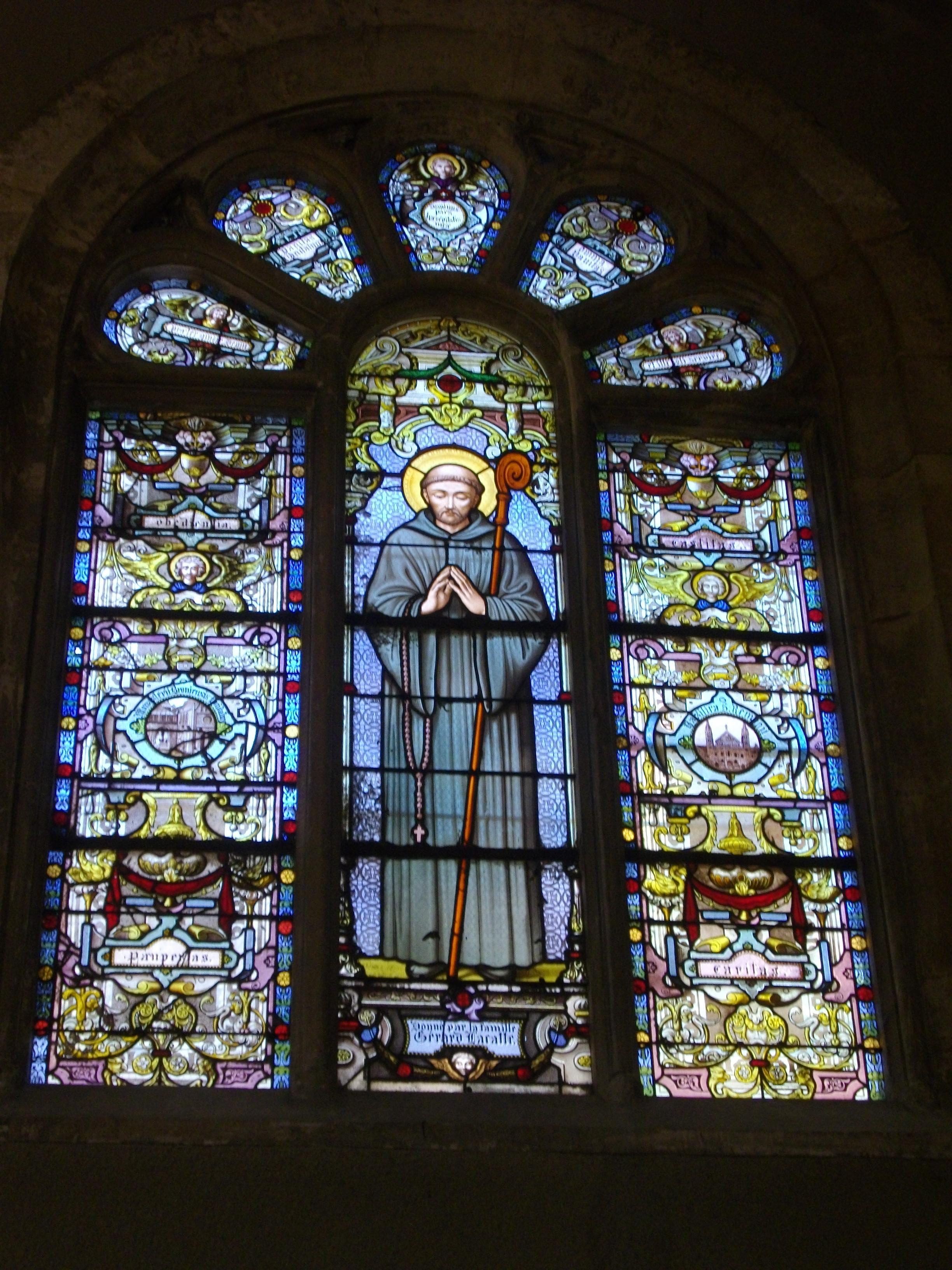
Saint Gérard.
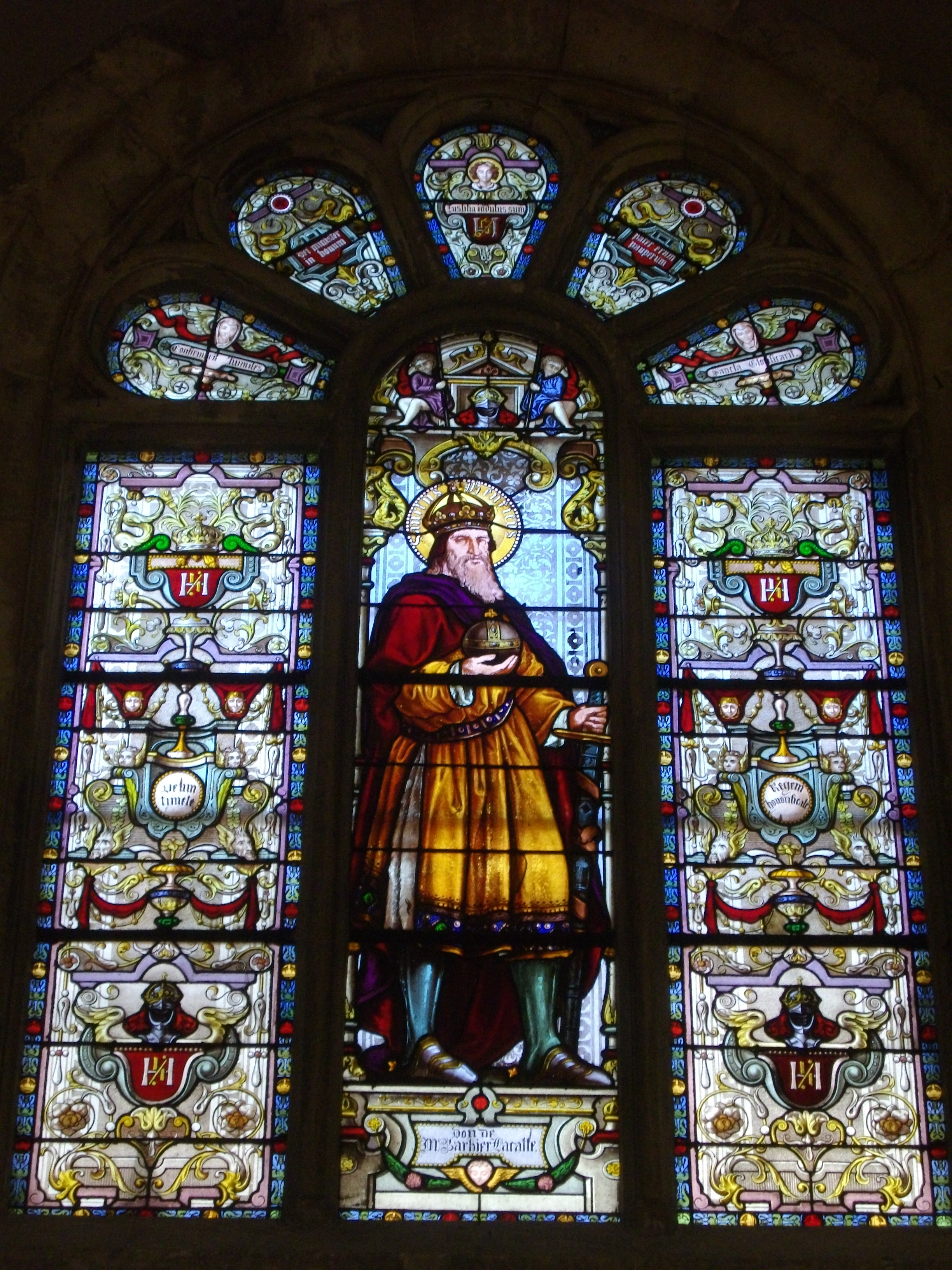
Saint Henri.
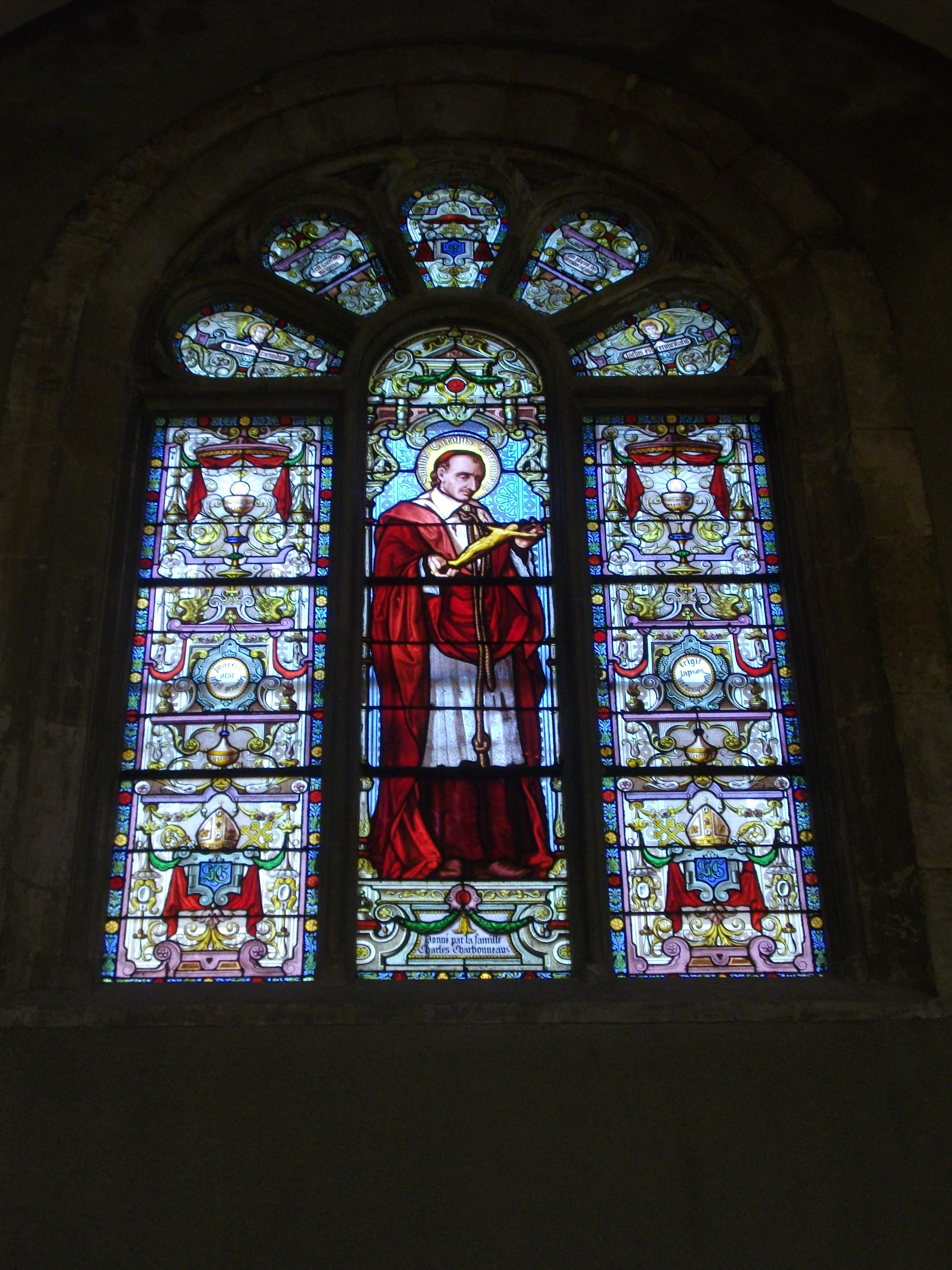
Saint Charles Borromée.
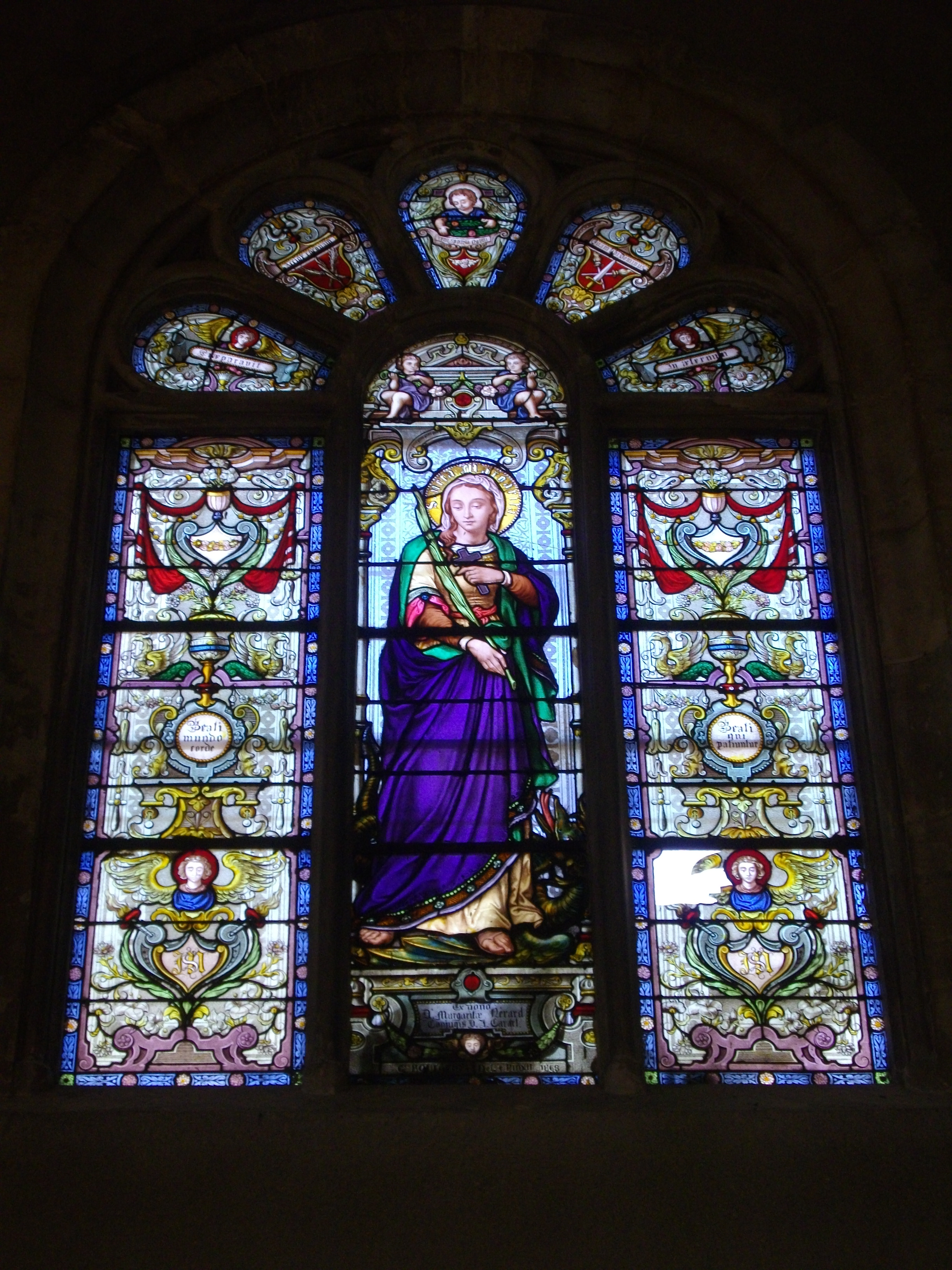
Sainte Marguerite.
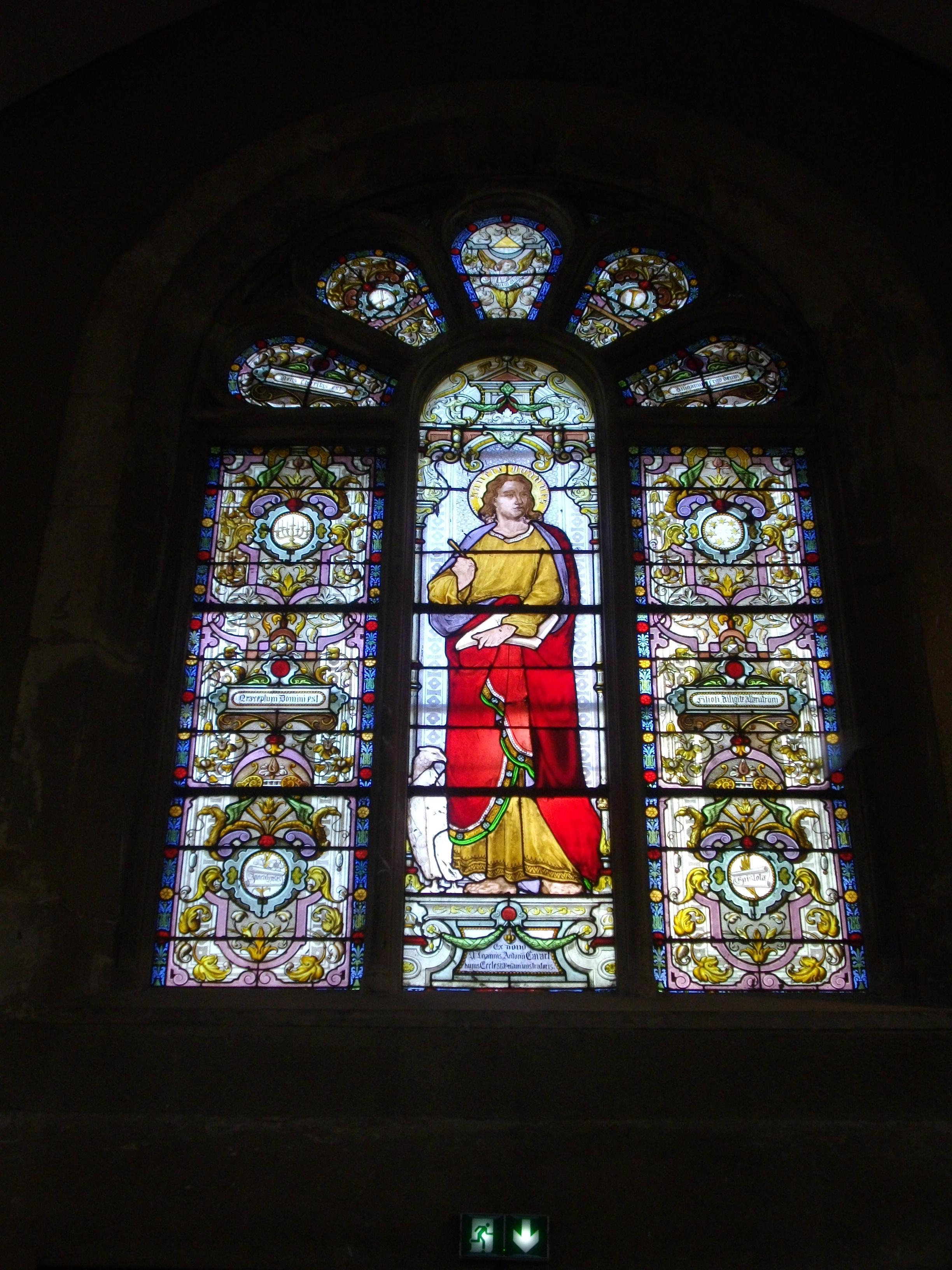
Saint-Jean l'évangéliste.

Seul le bas-côté nord comporte des vitraux figuratifs de saints et saintes, suivant de la façade Occidentale à la chapelle Nord.
Le nom des saint(e)s est peint sur leur auréole.

##### Saint Antoine (Baie n° 17)
Le premier vitrail dédié à Saint Antoine, fait référence à ?

Il a fait l’objet d’un don de Madame Tourneur-Choisy.

##### Saint Gérard (Baie n° 15)
Le deuxième vitrail dédié à Saint Gérard de Brogne, en tenue d'abbé.
Gérard de Brogne était militaire de carrière.
Après la mort de son père, il prend l'habit bénédictin.

##### Saint Henri de Bamberg, en roi (Baie n° 13)
Le troisième vitrail dédié à Saint Henri IV, fait référence à Henri IV de Bavière.

##### Saint Charles Borromée, dans une tenue de cardinal (Baie n° 11)
Le quatrième vitrail dédié à Saint Charles Borromée, fait référence à Charles Borromée archevêque de Milan et cardinal de l'Église, fortement impliqué dans Réforme catholique voulue par le concile de Trente.

##### Sainte Marguerite (Baie n° 9)
Le cinquième vitrail dédié à Sainte Marguerite, fait référence à Marguerite d'Antioche qui terrassa un dragon en sortant indemne de son ventre. Elle était pour cela choisie comme protectrice des femmes enceintes et est la sainte patronne des sages-femmes.

##### Saint Jean l'Évangéliste (Baie n° 7)
Le sixième vitrail dédié à Saint-Jean l'évangéliste, fait référence à Jean, un des douze apôtres.

###### * Lancette gauche
Elle reprend des symboles liés à l’écriture de Saint Jean : « Apocalypsis « (L’Apocalypse, le chandelier aux sept branches.

###### * Lancette centrale
Elle représente Saint Jean l'Évangéliste.
Il est très souvent représenté avec un livre symbole d’un des quatre évangiles qu’il aurait écrit sur la vie du Christ et un aigle, en référence au verset de l'Apocalypse qui apparente Saint jean à un aigle.

###### * Lancette droite
Elle reprend des symboles liés à l’écriture de Saint Jean : « Epistolae » (Les Épîtres), les sept étoiles.

###### * Les ajouts
Les ajouts sont au nombre de 5 : l’épée, la trompette, …

### La façade occidentale
Sur la façade occidentale, le vitrail de la fenêtre de la façade principale, constitué de 23 panneaux, représente « Saint Maurice et ses compagnons refusant de sacrifier aux dieux ».
Il est complété de chaque côté par un vitrail, « l’ange gardien » à droite en entrant et « Saint Nicolas » à gauche en entrant dans l’église. Ces trois vitraux sont de Gustave Bourgeois.

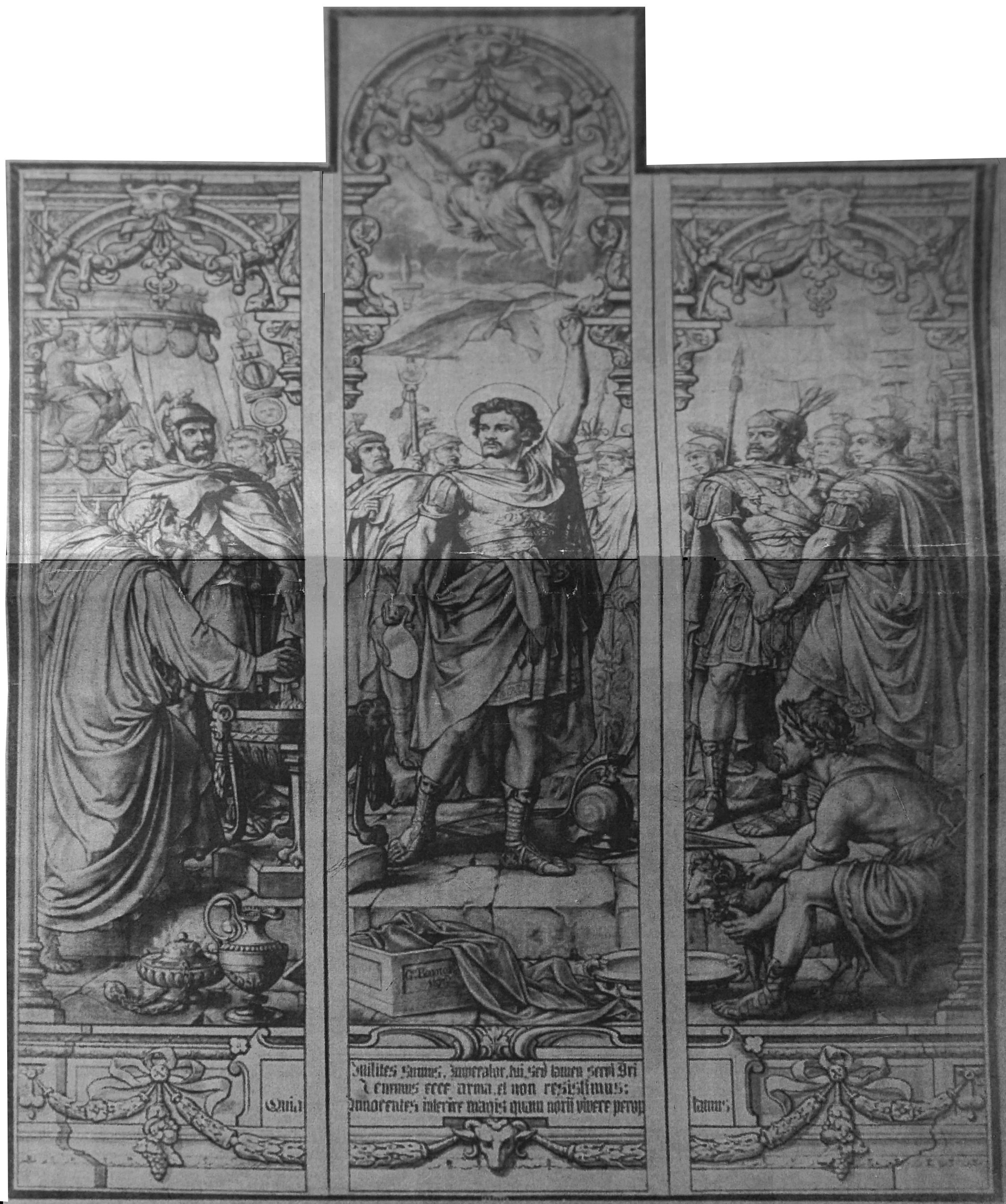
Le triptyque qui a permis la reconstitution du vitrail.
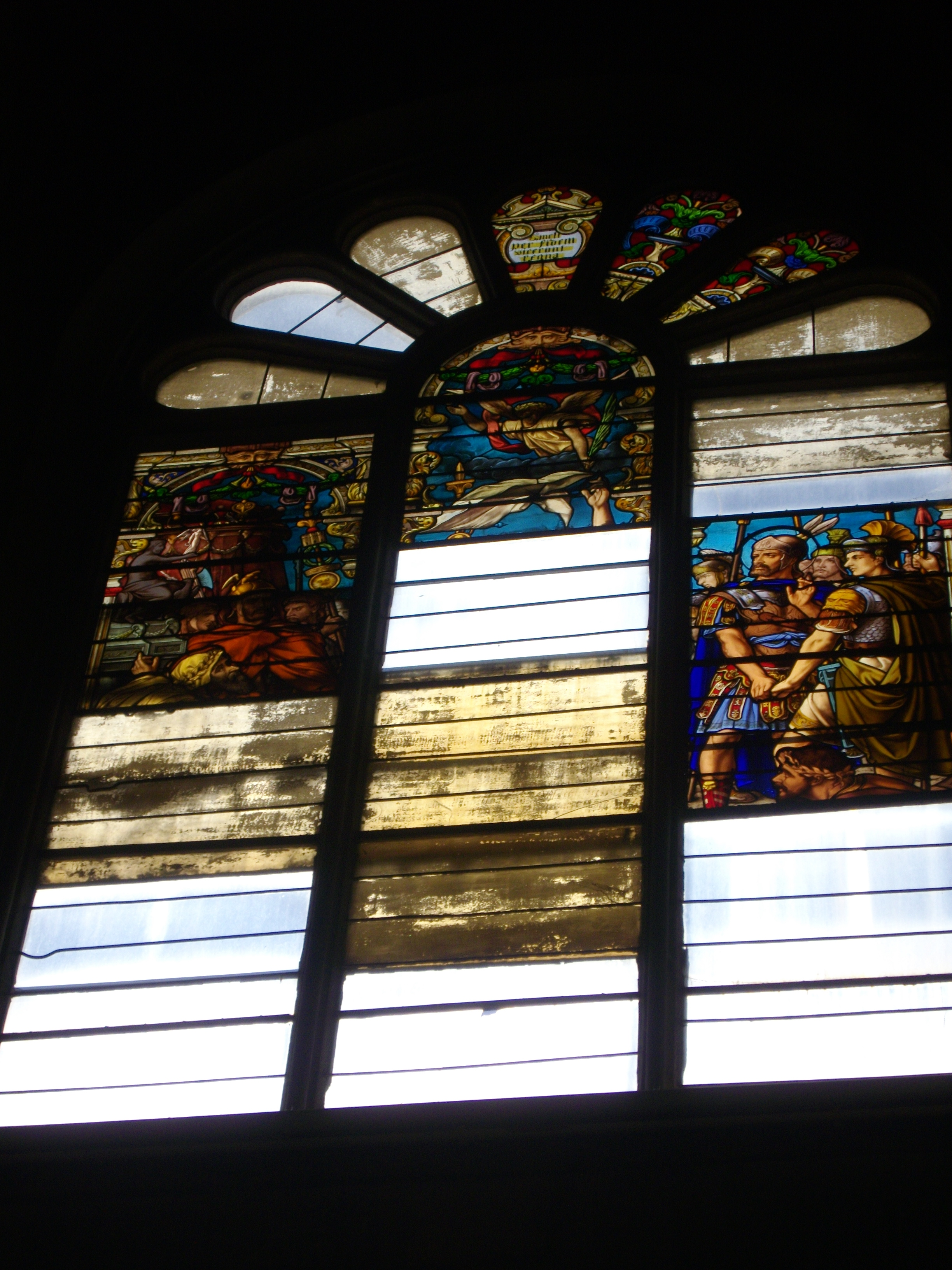
Vitrail avant restauration.
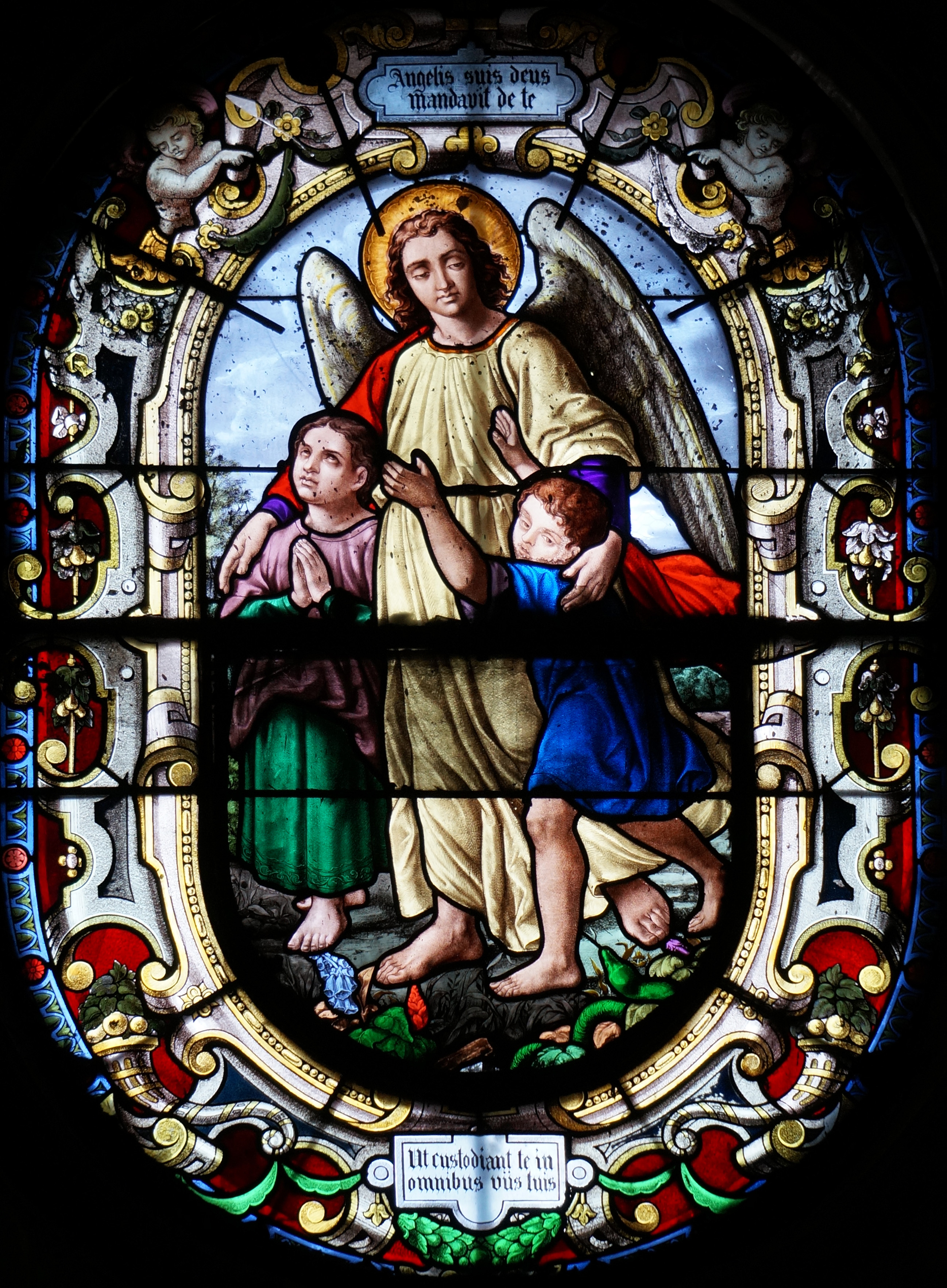
L’Ange gardien
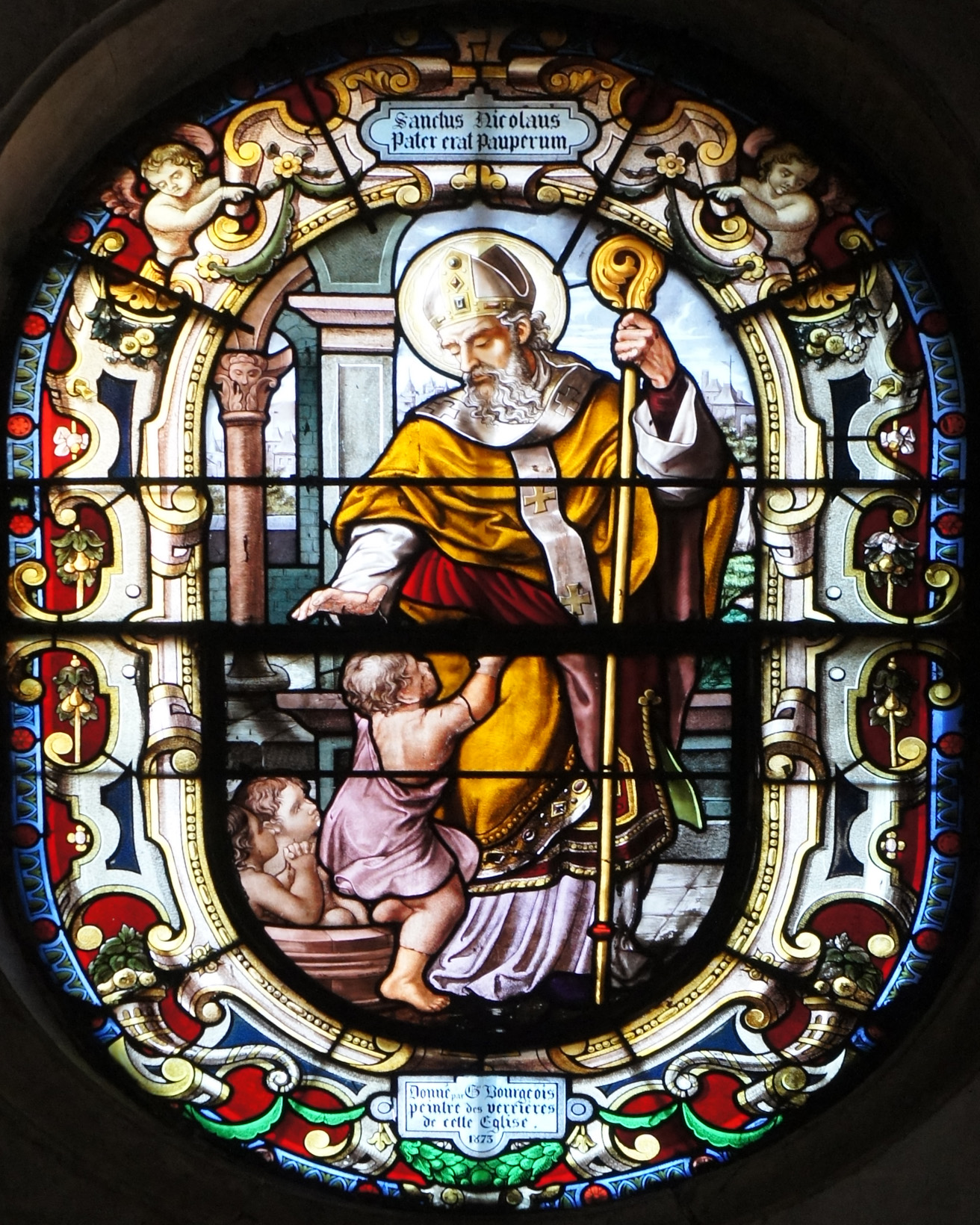
Saint Nicolas.

#### Saint Maurice et ses compagnons refusant de sacrifier aux dieux (Baie 117)
Ce vitrail représente Saint Maurice et ses Généraux, qui selon la légende ont été massacrés par les romains, après avoir appliqué par deux fois la décimation, punition pratiquée par les romains, pour avoir refusé de tuer des chrétiens.
Il est à l’origine signé « Gve Bourgeois 1878 ».
La restauration du vitrail a été inaugurée symboliquement par la pose du la dernière pièce du vitrail le 18 décembre 2018, simultanément avec l’inauguration de la rénovation de l’église Saint-Maurice et du tableau « L’incendie de la Cathédrale de Reims » de Jean Enders.
Le vitrail porte la signature de Gustave Bourgeois (Gve.Bourgeois 1875) et sa réalisation date de 1878. Il a été restauré par les ateliers Pierre Brouard, installés à Ronchin dans le département du Nord.

#### L’Ange gardien (Baie 19)
Le vitrail porte en haut la mention latine « Angelis suis mandavit de te » et en bas « ut custodiant te in omnibus viis tuis » qui se traduit par « A ses Anges il a donné ordre pour toi » et « de te garder en toutes tes voies » ((Ps. 90, 11-12). 

Le vitrail de l’Ange gardien est une représentation symbolique de protection du croyant.

#### Saint Nicolas (Baie 24)
Le vitrail porte la mention latine « Sanctus Nicolaus Pater crat Pauperum » ou « Saint Nicolas Le Père des très Pauvres ». 

Il représente Saint Nicolas, saint patron des enfants, avec trois enfants.
Une légende raconte que saint Nicolas aurait ressuscité, en faisant le Signe de la Croix, trois enfants tués par un boucher lors d’une terrible famine. Plutôt que de montrer toute la scène, il est courant que les artistes ne reproduisent que Saint Nicolas avec trois enfants nus et un tonneau en bois à ses pieds
Le vitrail porte, dans sa partie base, la mention « Don de G.Bourgeois Peintre des Verrières de cette église. 1875 ».

## Gustave Bourgeois
Gustave Bourgeois est un peintre verrier qui a exercé, à Reims puis à Paris, de 1857 à 1896.

## Numérotation des baies
Les baies de l’église Saint-Jacques de Reims sont numérotées selon le Corpus vitrearum.

## Donateurs
Ces vitraux ont été réalisés grâce à des donateurs dont le nom figure au bas des vitraux ou en se faisant figuré dans le vitrail. 

C’était l’usage que l’embellissement des églises soient assurée par les fidèles.
Les donateurs renforçaient leur notoriété et incitaient de cette façon les fidèles à prier pour le salut de leur âme.